# Contigo (álbum de Sergio Rivero)
Contigo es el segundo álbum del concursante de Operación Triunfo Sergio Rivero.

## El disco
"Contigo" fue publicado vía Valemusic/Sony BMG el 28 de noviembre de 2006 solo en España. El sencillo debut de promoción del álbum fue "Contigo", título que da el nombre al álbum. El sencillo fue publicado el 21 de noviembre, debutando en la posición #20 de las Listas de los sencillos más Vendidos en España, y en su segunda semana, ya había bajado hasta el puesto #71.
Debido a este contratiempo, Sergio Rivero tuvo que promocionar mediante los medios de comunicación su álbum, decidiendo participar en las galas de Operación Triunfo 2006, y en otros programas de televisión y radio. Gracias a esto, el disco debutó en el #20 de las Listas de Ventas de España Promusicae.
A pesar de que en un primer momento, Sergio y Valemusic decidiesen cancelar la promoción del disco, debido a las pocas ventas obtenidas, después de casi 6 meses, Sergio regresó al panorama musical con un nuevo sencillo, el segundo del disco "Contigo", titulado "Bajo El Sol". El sencillo fue puesto a la venta el 23 de abril de 2007. El sencillo solo consiguió posicionarse en la posición #184, vendiendo menos de 400 sencillos en total. En la segunda semana, el sencilloya estaba fuera del Top 200 Singles.

## Lista de canciones
- Contigo: sencillo lanzado desde su álbum homónimo, con letra de Xabier San Martín Beldarraín, componente de La Oreja de Van Gogh.
- Sólo tuyo: Adaptación hecha por el propio Sergio Rivero del tema Hallelujah, cuya compositora original es Ángela Lauer.
- Dos corazones: Autores Patrick Magnusson, Johan Ramström, Jos Jorgensen.
- Como eres: Interpretada a dúo con la ganadora de la edición 2006 de Operación Triunfo, Lorena, elegida en un casting interno durante la emisión del programa.
- Se terminó: Adaptación de José Ramón Flórez de la canción The end of the road.
- Buscaré un lugar: Los autores son David Augustabe, Bruno Nicolás y Kiko Rodríguez. Las voces de coro que aparecen en este tema son las de las concursantes de Operación Triunfo 2006 grabadas en GestMusic Estudios (Barcelona).
- Hasta la eternidad: Adaptación al castellano por José Ramón Flórez del tema original For the rest of my life. Los coros de este tema están hechos por la GOSPEL COMPANY.
- Nada como no hacer nada: Autores C. Zalles, Y. Henrique.
- Volver a empezar: composición propia de Sergio Rivero, y según sus propias declaraciones, su tema favorito en todo el álbum.
- Qué será de mí: Autor José Ramón Flórez.
- Bajo el sol: Adaptación del tema de Juan y Junior. Incluye un sampler de la versión original.
- Como eres: Bonustrack versión del tema cantado con Lorena, también incluido en este álbum, pero esta vez solo en la voz de Sergio.
- Mi hogar: Bonustrack tema central de la película Colegas en el bosque, adaptada al castellano por José Ramón Flórez.

### Sencillos
| 2006 | "Contigo"     | 20  |
| 2007 | "Bajo El Sol" | 184 |

## Listas

### Semanales
| País   | Ranking         | Primera semana | Posición de ingreso | Mejor posición | Semanas en la mejor posición | Semanas en el ranking | Última semana |
| ------ | --------------- | -------------- | ------------------- | -------------- | ---------------------------- | --------------------- | ------------- |
| Europa |                 |                |                     |                |                              |                       |               |
| España | Top 100 álbumes | 03/12/2006     | 20                  | 20             | 1                            | 6                     | 07/01/2007    |

### Certificaciones
| País   | Proveedor  | Año  | Certificación |
| Europa |            |      |               |
| España | Promusicae | 2006 | Oro           |